# Shipra Bhattacharya

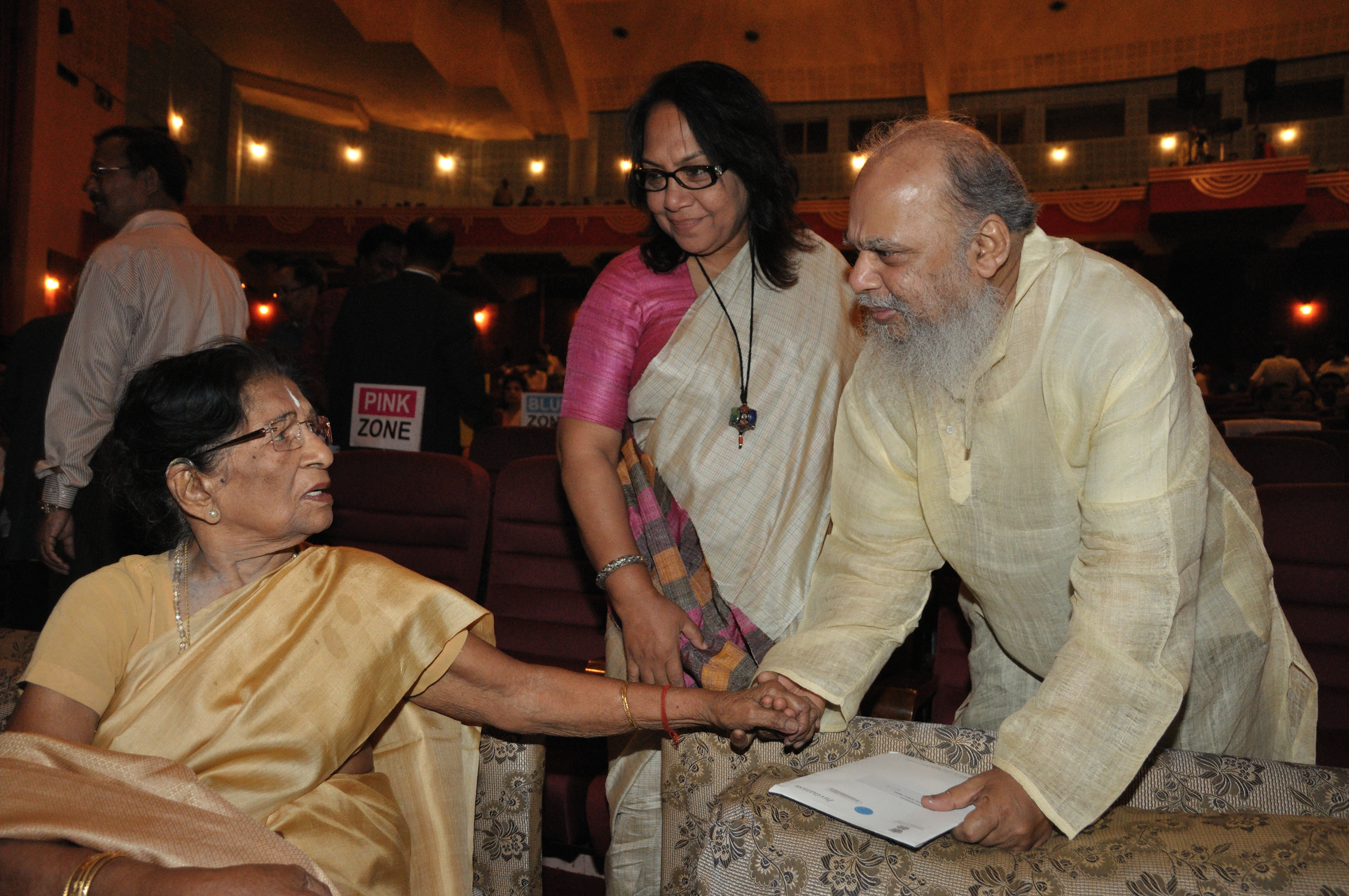
Amala Shankar, Shipra und Shuvaprasanna Bhattacharya – Kolkata am 9. Mai 2011

Shipra Bhattacharya (* 1954 in Kolkata, Indien) ist eine indische Malerin und Bildhauerin.
Sie lebt in Kolkata und gab ihre erste Einzelausstellung 1981. Es folgten weitere in Kolkata (1988, 1995, 2002, 2004), Chennai (1988, 1989, 1993), Dubai (1997, 2002), New Delhi (1995, 2002, 2006), Bangalore (2003) und Palo Alto, USA (2006).
Alljährlich ist sie mit Werken bei Gruppenausstellungen in Indien vertreten. Ihre Themen sind vor allem figürliche Darstellungen meist weiblicher Personen in landschaftlichen, urbanen oder häuslichen Umgebungen, die ihren Bildern die dritte Dimension geben. In ihren neueren Werken verdichtet sie ihre Darstellungen durch dekorative Elemente und vielfältige Details, die flächige Bildteile auflösen.
Sie ist mit dem Maler Shuvaprasanna verheiratet. Beide sind Mitbegründer der Arts Acre Foundation, einer Stiftung, die sich mit dem Bau eines Kunstzentrums in Kolkata die Förderung von Kunst und Kultur in Indien zum Ziel gesetzt hat.